# Sanxenxo
Sanxenxo est une commune de Galice (Espagne) de la province de Pontevedra. Elle est située sur la Ria de Pontevedra à 16 kilomètres de Pontevedra ville et elle appartient à la comarque de O Salnés. Sa population recensée en 2010 est de 17 500 habitants. 
Cette petite ville est considérée comme la capitale balnéaire touristique de Galice, sa population étant multipliée par 10 en période estivale. Sanxenxo était connu aussi sous le toponyme castillan Sangenjo.

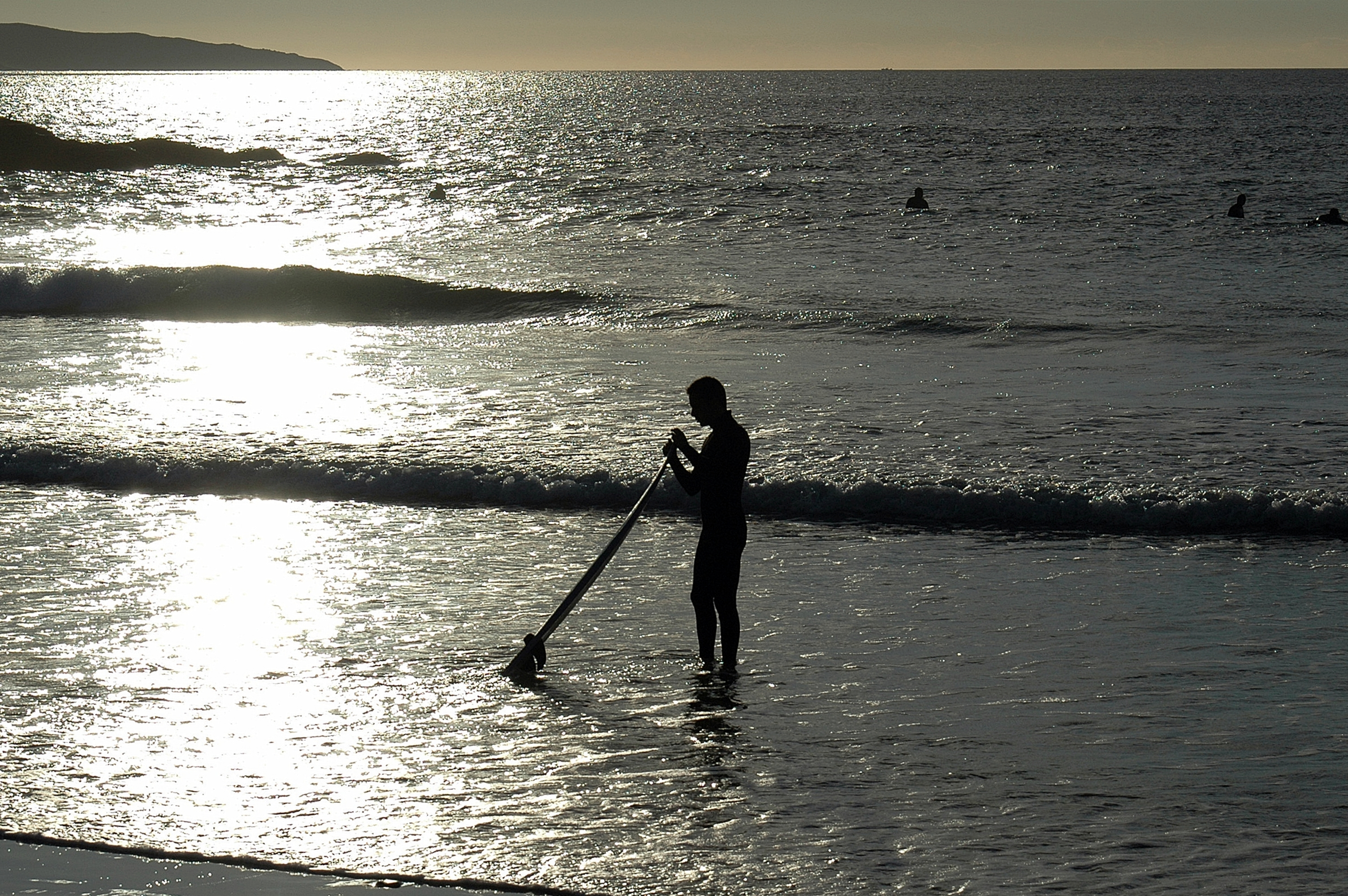
Plage A Lanzada aux abords de la ville.
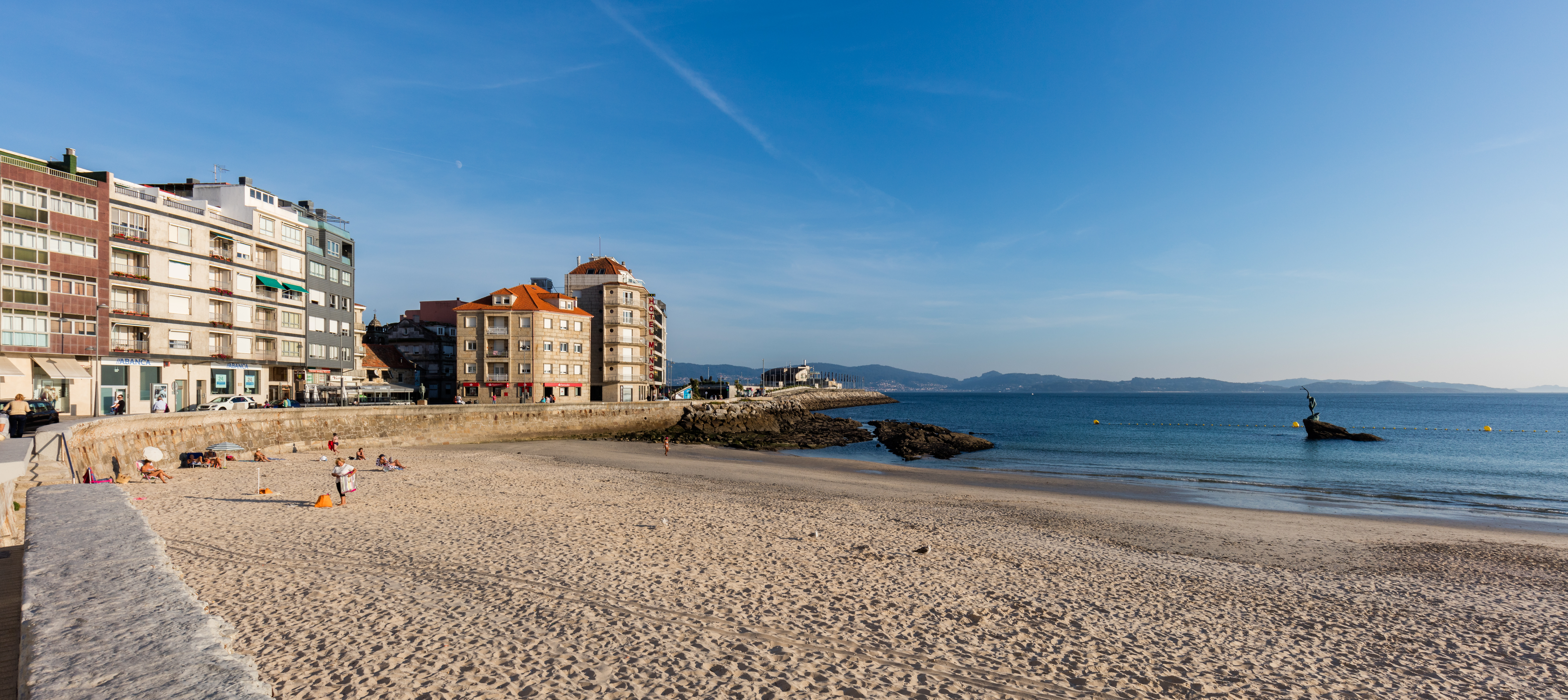
L'une des plages "en ville".
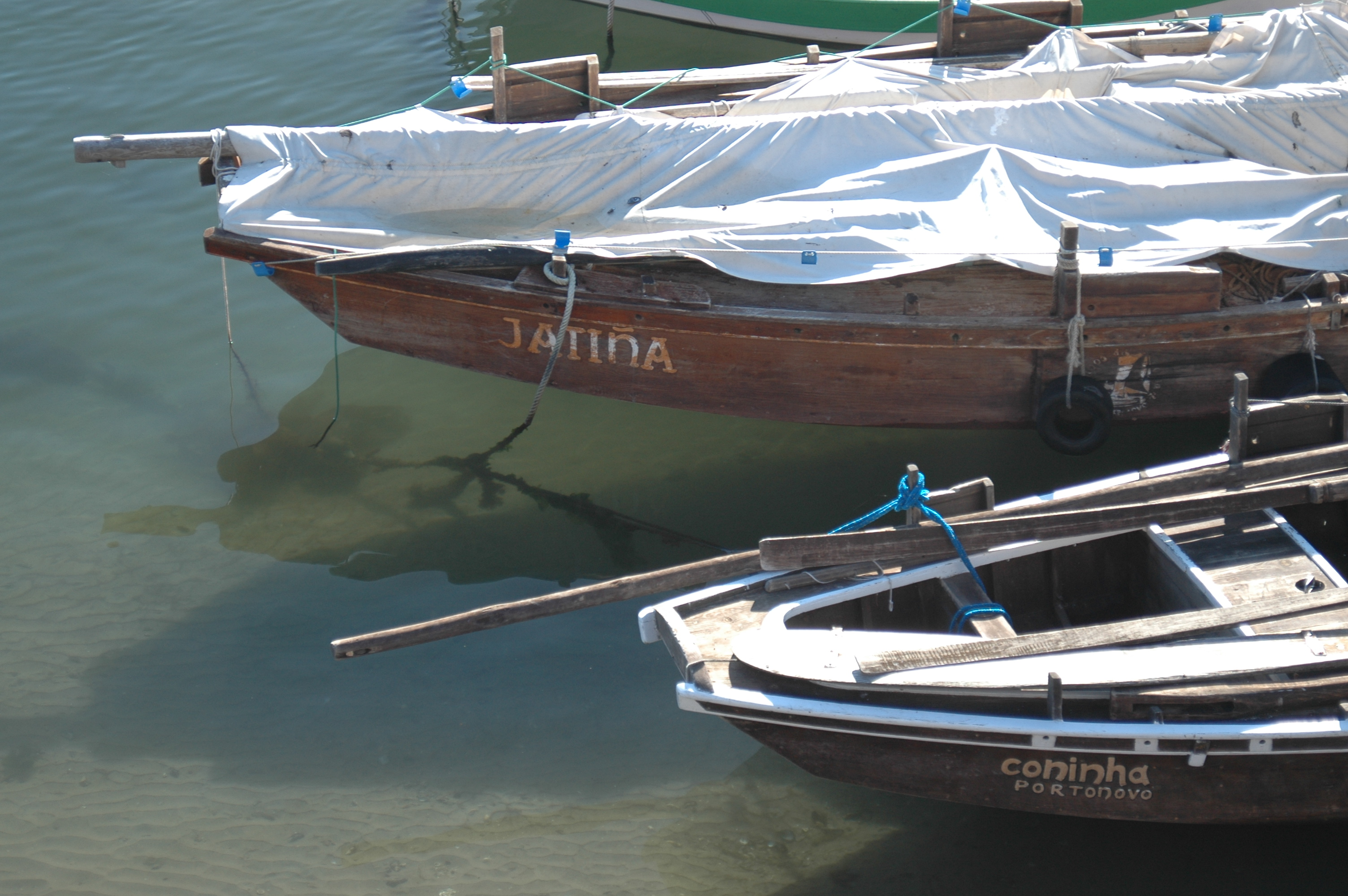
Des barques à Portonovo, petit port qui est l'une des paroisses de la commune.
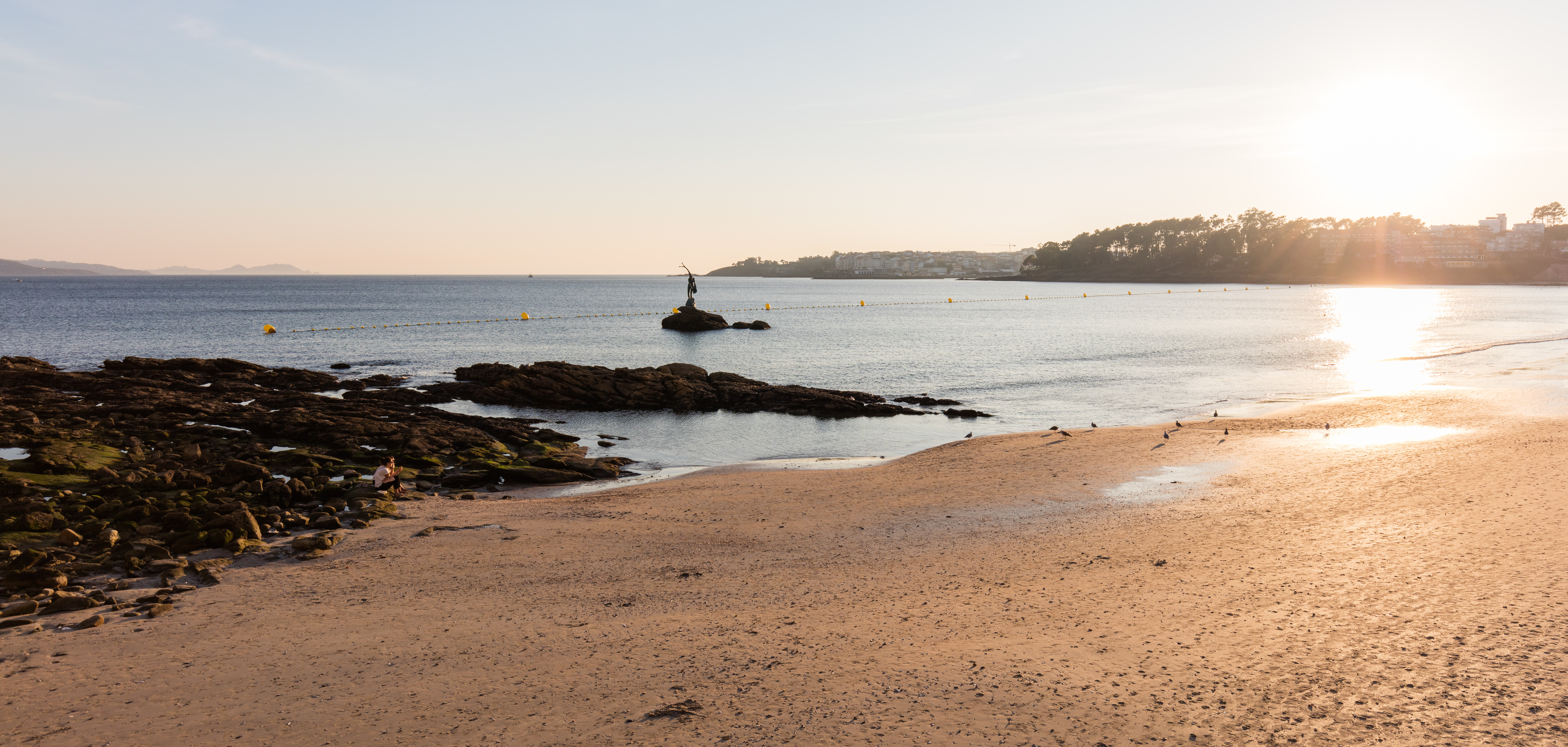
Plage